# Bézéril
Bézéril är en kommun i departementet Gers i regionen Occitanien i sydvästra Frankrike. Kommunen ligger i kantonen Samatan som tillhör arrondissementet Auch. År 2022 hade Bézéril 106 invånare.

## Befolkningsutveckling
Antalet invånare i kommunen Bézéril
Referens:INSEE